# 切爾沃諾德維爾卡
50°25′14″N 27°47′16″E / 50.42056°N 27.78778°E
切爾沃諾德維爾卡（烏克蘭語：Червонодвірка），是烏克蘭北部的村莊，隸屬日托米爾州的茲維亞赫爾區。該村始建於1850年，面積2.55平方公里，海拔高度215米，2001年人口3，人口密度每平方公里1.18人。